# Přelovice
Přelovice település Csehországban, a Pardubicei járásban. Přelovice Neratov, Břehy, Bukovka, Přelouč, Vlčí Habřina és Živanice településekkel határos. Lakosainak száma 222 fő (2024. január 1.).

## Népesség
A település lakosságának változását az alábbi diagram mutatja:
| Lakosok száma | 324  | 353  | 357  | 311  | 223  | 197  | 217  | 214  | 219  | 222  |
|               | 1869 | 1900 | 1921 | 1961 | 1980 | 2011 | 2016 | 2019 | 2021 | 2024 |